# Còndil occipital

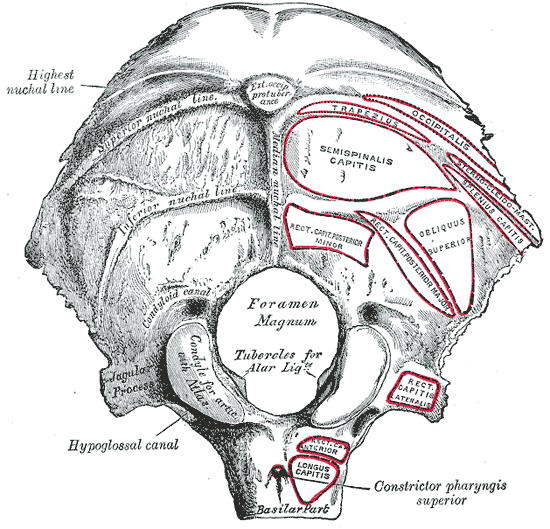
Còndil occipital

El còndil occipital és una doble protuberància òssia simétrica situada en la cara externa de la base del crani, la qual forma part del sistema articular atlantooccipital entre la primera vèrtebra cervical i l'os occipital i l'axis. Té moltes variants morfològiques, algunes d'elles d'importància clínica.

## Patologia
L'existència anómala d'un tercer còndil, situat al mig dels altres dos, pot causar inestabilitat de l'articulació atlantoaxial i mielopatia. La hipoplàsia d'un o dels dos còndils occipitals és una malformació inusual que apareix de manera aïllada, associada a un còndil supernumerari o a una fusió atlantoaxial, o com a part d'una síndrome específica i que es caracteritza pel seu escàs desenvolupament, acompanyat de l'elevació de l'atles. De vegades provoca una escoliosi compensatòria de la columna cervical i/o disfuncions de les estructures neurovasculars locals. La displàsia condilar occipital també és una condició genetica poc comuna que sol originar dolor al clatell, contractures dels músculs del coll i eventualment signes de compressió medul·lar alta. La pràctica d'una condilectomia de gran amplitud per accedir quirúrgicament a diverses condicions neuropatològiques localitzades dins del crani pot comportar una posterior inestabilitat craniocervical iatrogènica. L'anomenada síndrome del cóndil occipital es caracteritza per la presència de cefalea unilateral a la zona posterior del crani que empitjora quan aquest es mou, juntament amb paràlisi del nervi cranial XII del mateix costat. La seva etiologia pot ser tuberculosa o, predominantment, tumoral. És una primera manifestació clínica del tot insòlita en casos de malaltia de Wegener, de càncer de pulmó amb metastatització cranial, de mieloma múltiple, de carcinoma hepatocel·lular metastàtic o d'adenocarcinoma rectal. Rares vegades, un pseudotumor inflamatori d'aparença radiològica maligna en aquesta estructura del crani, cursa amb un quadre clínic d'insomni, cefalàlgia, mobilitat del cap reduïda i afectació del nervi hipoglòs. S'han descrit molt pocs casos d'osteoma osteoide (una neoplàsia benigna de petites dimensions i particulament dolorosa a la nit), de tumor de cèl·lules gegants (un tumor ossi no cancerós que pot ser localment agressiu) o d'histiocitosi de cèl·lules de Langerhans en el còndil occipital.

### Fractures
Les fractures d'aquesta part del crani són complexes, els paràmetres morfomètrics dels còndils poden tenir variacions individuals d'importància quirúrgica i habitualment van acompanyades de fractures en altres zones. Solen ser produïdes per traumatismes d'alta energia, com per exemple accidents de trànsit o caigudes de gran altura. Poques vegades són bilaterals, causen una mort inesperada per hemorràgia extraaxial i compressió del tronc de l'encèfal o el seu origen és una lesió menor al cap. És facil que passin desapercebudes a l'examinar la radiografia simple i moltes vegades es diagnostiquen, fins i tot en un examen post mortem, per mitjà de d'una tomografia computada. Davant la seva sospita, cal immobilitzar de seguida la columna cervical, ja que la manipulació excessiva del coll pot lesionar importants estructures nervioses adjacents. Segons criteris radiològics, es classifiquen en diversos tipus:
- I. Fractura comminuta del còndil occipital per impacte, associada a una lesió per sobrecàrrega axial i considerada estable (sense o amb un mínim desplaçament dels fragments ossis).
- II. Fractura de la base del crani[35] amb extensió al còndil, causada per un cop directe sobre el cap i considerada estable.
- III. Fractura per avulsió de la zona inferomedial del còndil, resultant d'una forta rotació i/o lateroflexió del cap i considerada inestable a causa de la ruptura dels lligaments articulars estabilitzadors.[36] Pot ser la causa, infreqüentment, d'una lesió contusa de l'artèria vertebral.[37] De manera excepcional, aquest tipus de fractura del còndil pot anar acompanyada de la formació postraumàtica de quists espinals meníngics clinicament silents[38] o ser bilateral i concomitant a l'avulsió a nivell del forat magne de la part inferior del clivus (estructura de la base del crani formada per la unió del cos de l'os esfenoide i la porció mitjana de l'occipital) i a una ruptura focal de la membrana fibrosa que fixa l'articulació atlantoaxial.[39]

Llevat de casos especials, quan aquestes fractures són estables i sense desplaçament de fragments, el seu tractament estàndard és conservador, el qual obté bons resultats en unes sis setmanes pel que fa a la simptomatologia dolorosa. L'aparició d'un desviament de la llengua, sigui de manera immediata o diferida, per lesió unilateral aïllada del nervi hipoglòs o de la síndrome de Collet-Sicard (paràlisi unilateral i combinada dels parells cranials baixos IX, X, XI i XII) com a conseqüència d'una fractura condilar són fets molt inhabituals. Les fractures de còndil esdevingudes durant l'edat pediàtrica no són gaire freqüents i requereixen una avaluació particular. La primera descripció d'aquest tipus de fractura cranial la va fer l'anatomista i cirurgià nascut a Escòcia Charles Bell (1774-1842), l'any 1817.

## Paleopatologia
Està documentada la presència d'una asimetria condilar occipital en un individu de l'Edat del ferro amb múltiples deformitats esquelètiques i un tumor ossi, aparegut a les excavacions de Ya'amun (recinte funerari situat al nord de l'actual Jordània). En el crani de les restes precolombines momificades d'un home trobades a la necròpoli de Cahuachi (cultura Nazca), datades en el 315 dC (±2σ) segons la tècnica del carboni 14, es va identificar un traumatisme cervical per rotació extrema amb subluxació de l'axis acompanyada d'hematoma epidural i trencament dels lligaments alars que uneixen el cos d'aquesta vèrtebra i els còndils occipitals com a singular causa de mort violenta.

## Anatomia comparada
El trobem als animals terrestres, mentre que en el cas dels peixos i els cetacis el cap està fos amb la primera vèrtebra cervical (facilita el moviment dinàmic dels animals dins l'aigua).
Els amfibis i els mamífers tenen dos còndils (per convergència: els avantpassats -sinàpsids- dels mamífers, de fet, en tenen un), mentre que rèptils i ocells en tenen només un (característica que ajuda a demostrar que els ocells són membres del grup dels antics rèptils Archosauria).